# Curtis Glencross
Curtis Jack Glencross (Kindersley, 28 dicembre 1982) è un ex hockeista su ghiaccio canadese, attaccante che ha raccolto oltre 500 presenze in NHL.

## Carriera
Glencross è cresciuto nei Brooks Bandits in Alberta Junior Hockey League. Fu il primo membro della squadra a giocare in NHL, e la sua maglia numero 17 è stata ritirata dai Bandits nel 2011.
Ha poi giocato due stagioni (2002-2004) in NCAA con l'Università dell'Alaska ad Anchorage. Il 25 marzo 2004, da free agent fu acquistato dagli Mighty Ducks of Anaheim, che lo girarono ai farm team dei Cincinnati Mighty Ducks e Portland Pirates. Riuscì a fare il suo esordio in NHL solo nella stagione 2006-2007, dove comunque raccolse solo due presenze con la maglia di Anaheim, prima di essere girato, il 26 gennaio 2007 ai Columbus Blue Jackets.
Rimase a Columbus poco più di dodici mesi, poiché venne ceduto, il 1º febbraio 2008, agli Edmonton Oilers con cui terminò la stagione.
Rimasto senza contratto, nell'estate successiva fu messo sotto contratto dai Calgary Flames con cui rimase fino al marzo del 2015, quando fu scambiato coi Washington Capitals. Aveva perso la gran parte della stagione NHL 2013-2014 a causa di due infortunii subiti, al ginocchio ed all'anca.
Terminata la stagione non gli fu rinnovato il contratto dai Capitals. Ottenne dapprima un contratto di prova coi Toronto Maple Leafs, ma fu tagliato. Firmò poi, sempre per un contratto di prova, coi Colorado Avalanche,, ma anche in questo caso senza superarlo.
Non riuscendo a trovare un ingaggio in NHL e non volendo lasciare la famiglia per trasferirsi in Europa, Glencross annunciò il ritiro.